# 1992年度新城勁爆家族音樂大賞得獎名單
新城電台首屆舉辦的香港樂壇頒獎禮，於1992年9月9日頒發，首兩屆名稱為「新城勁爆家族音樂大賞」，已設有勁爆男、女歌手、組合三甲獎項，勁爆新登場男、女歌手獎項，勁爆歌曲獎項，讓樂迷投票得出的「熱線偶像大賞」等。 

## 得獎名單（節錄）
1992年度新城勁爆家族音樂大賞得獎名單如下：
- 新城勁爆男歌手
  - 金獎：劉德華
  - 銀獎：張學友
  - 銅獎：黎明

- 新城勁爆女歌手
  - 金獎：葉蒨文
  - 銀獎：林憶蓮
  - 銅獎：關淑怡

- 新城勁爆組合[4]
  - 金獎：草蜢
  - 銀獎：Beyond
  - 銅獎：太極

- 新城勁爆新晉男歌手：
  - 郭富城

- 新城勁爆新晉女歌手：
  - 葉玉卿

- 新城勁爆大躍進男歌手：
  - 許志安、張立基

- 新城勁爆大躍進女歌手：
  - 彭羚、關淑怡

- 新城勁爆歌曲
  - 《對你愛不完》 —— 郭富城

- 新城勁爆大碟
  - 《真情流露》 —— 張學友

- 新城勁爆合唱歌曲
  - 《現代愛情故事》 —— 張智霖、許秋怡

- 新城勁爆作曲：
  - 《Crystal》 —— 周啟生

- 新城勁爆填詞：
  - 《滾滾紅塵》 —— 林夕

- 新城勁爆監製：
  - 《分手總要在雨天》 —— 區丁玉

- 新城勁爆舞台：
  - 杜德偉

- 新城勁爆曝光：
  - 葉玉卿

- 新城勁爆音樂錄影帶：
  - 《情迷Milano》

- 新城勁爆專業精神大獎：
  - 劉德華

- 新城勁爆熱線偶像大獎：
  - 黎明

- 新城勁爆殿堂人物（榮譽）：
  - 譚詠麟

- 新城勁爆國語歌曲：
  - 《認錯》 —— 優客李林

- 新城勁爆國語歌手：
  - 林志穎